# Шербоєнь
Шербоєнь, Шербоєні (рум. Șerboeni) — село у повіті Арджеш в Румунії. Входить до складу комуни Бузоєшть.
Село розташоване на відстані 97 км на захід від Бухареста, 24 км на південь від Пітешть, 92 км на північний схід від Крайови, 126 км на південний захід від Брашова.

## Населення
За даними перепису населення 2002 року у селі проживали 1506 осіб, з них 1504 особи (99,9%) румунів. Рідною мовою 1504 особи (99,9%) назвали румунську.